# Distrito de Martigny
O Distrito de Martigny é um dos 12 distritos do Cantão suíço do Valais, e que tem como capital a própria cidade de Martigny. Neste distrito do Valais, a língua oficial é o francês.
Segundo o censo de 2010, o distrito ocupa uma superfície de 263,35 km2, tem uma população total de 41 361 hab. o que faz uma densidade de 157 hab/km2. O distrito é  constituído por 15 comunas .

## Imagens

Bandeira do Cantão do Valais
Armas de Martigny
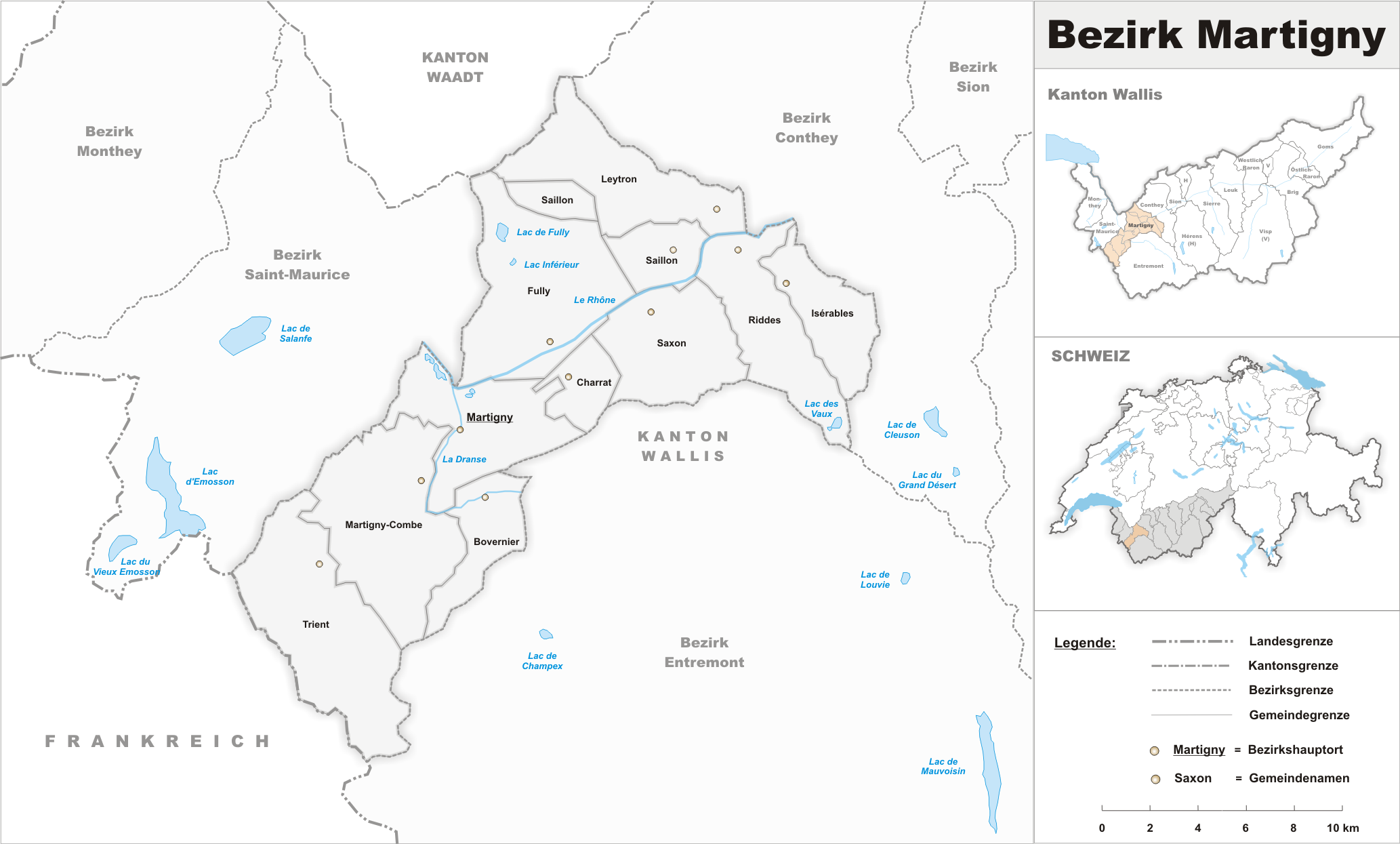
Distrito de Martigny

## Comunas
O Distrito Hérens e as suas 11 comunas:
| No OCS | De Bovernier | No OCS  | a Trient       |
| ------ | ------------ | ------- | -------------- |
| 6131   | Bovernier    | 6137    | Martigny-Combe |
| 6132   | Charrat      | 6139    | Riddes         |
| 6133   | <!> Fully    | 6140    | Saillon        |
| 6134   | Isérables    | 6141    | Saxon          |
| 6135   | Leytron      | 6142    | Trient         |
| 6136   | Martigny     | 11 Com. |                |